# Fusillade de l'Université d'État du Michigan
 (février 2023).
La fusillade de l'Université d'État du Michigan est survenue le 13 février 2023 lorsqu'une fusillade de masse a eu lieu à l'Université d'État du Michigan (MSU) à East Lansing, aux États-Unis. Quatre personnes auraient été tuées, dont le tireur d'un coup de feu auto-infligé. Cinq autres personnes ont été blessées.

## Fusillades

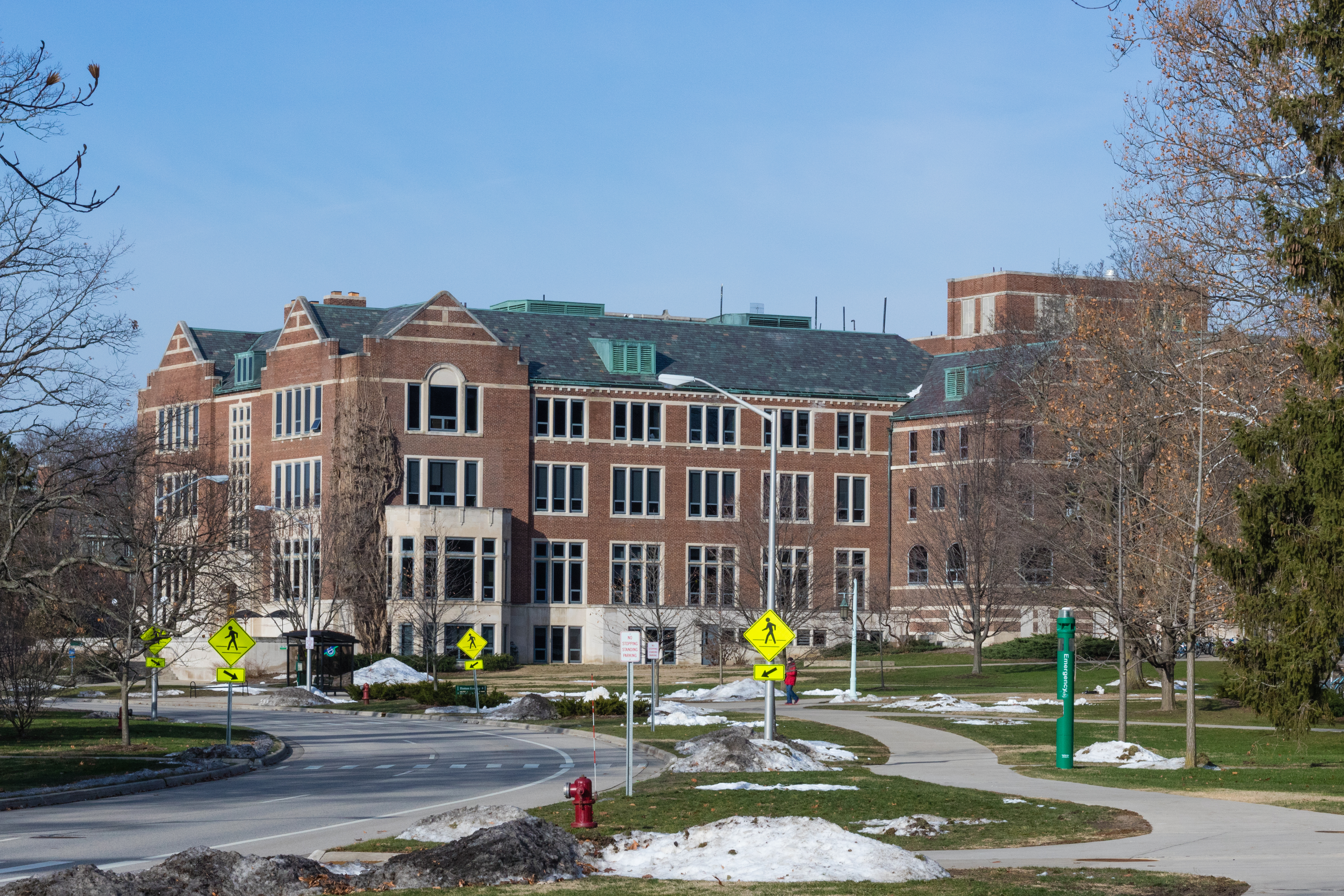
MSU Student Union, où la deuxième fusillade a eu lieu.

Vers 20 h 18 HNE, des coups de feu ont été tirés à Berkey Hall selon la police et la sécurité publique de l'Université d'État du Michigan,,. Les responsables de la MSU ont envoyé un tweet et un SMS d'alerte. Les étudiants ont été invités à « courir, se cacher, se battre ». Une ordonnance d'abri sur place a ensuite été émise. Une deuxième fusillade a été signalée au MSU Student Union (en). Depuis que le tireur a été aperçu pour la dernière fois en train de quitter le côté nord de la MSU Student Union, près de la frontière du campus, les résidents d'East Lansing vivant près du campus ont également été invités à s'abriter sur place.
La police était active sur les lieux, ainsi que d'autres services d'urgence. Environ 30 camions de pompiers, ambulances et autres véhicules d'urgence étaient présents le long du Eli and Edythe Broad Art Museum sur Grand River Avenue au centre-ville d'East Lansing.
À 21 h 26, la police a signalé une deuxième fusillade à IM East, une salle de sport sur le campus. Plusieurs personnes avaient été blessées selon la police. À 21 h 34 HNE, la police a annoncé que la zone autour d'IM East avait été sécurisée.

## Réponse de la police
La police a d'abord répondu à l'appel quelques minutes après la fusillade. Il y a eu un effort coordonné des forces de l'ordre locales, étatiques et fédérales avec l'aide de centaines d'officiers.

## Auteur
La police et la sécurité publique du MSU ont publié des photographies du tireur. La police l'a décrit comme "un homme noir, de petite taille, portant des chaussures rouges, une veste en jean et une casquette". Le tireur est mort plus tard d'une blessure par balle auto-infligée. Il avait 43 ans.

## Victimes
La police et la sécurité publique de la MSU ont signalé que trois personnes avaient été tuées. Cinq autres personnes auraient été blessées. Une conférence de presse de la police et de la sécurité publique du MSU à 23 h 0 a fait état de cinq blessés, dont des blessures potentiellement mortelles.

## Conséquences
La gouverneure Gretchen Whitmer a été informée de la situation. L'ATF et le FBI ont annoncé qu'ils se joignaient à l'enquête.
L'ordre d'abri sur place a été annulé à la suite du décès du tireur présumé.
Toutes les activités de MSU ont été annulées pendant 48 heures.

## Réactions
Plusieurs membres du Congrès du Michigan ont exprimé leurs condoléances, ainsi que la gouverneure Whitmer. Le secrétaire d'État du Michigan (en), Jocelyn Benson (en), a décrit l'incident comme "insondable" et a appelé à une plus grande action ciblant la violence armée.